# 903 Nealley
903 Nealley eller 1918 EM är en asteroid i huvudbältet, som upptäcktes den 13 september 1918 av den österrikiske astronomen Johann Palisa. Den är uppkallad efter amatörastronomen Nealley.
Asteroiden har en diameter på ungefär 58 kilometer.